# Alexander Isak
Alexander Isak (em sueco: [alɛkˈsandɛr ˈiːsak]; Solna, 21 de setembro de 1999) é um futebolista sueco que atua como centroavante. Atualmente joga no Newcastle. e pela Seleção Sueca de Futebol.

## Carreira

### AIK

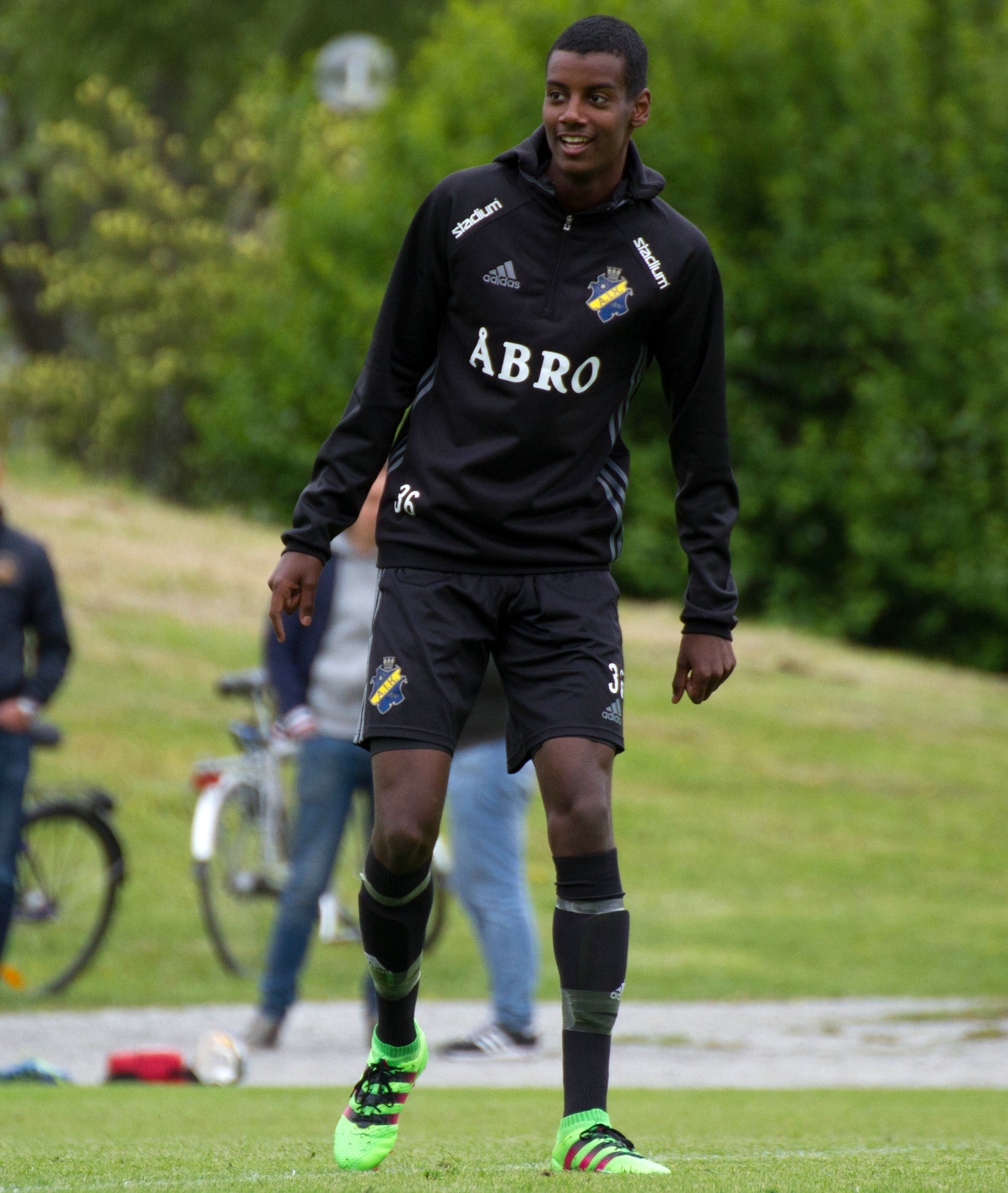
Isak terinando pelo AIK em 2016

Estreou em 28 de fevereiro de 2016, marcando gol na vitória por 6-0 sobre o Tenhults IF. Isak marcou dois gols na vitória por 3-0 no derby do AIK contra o Djurgården, encerrando um jejum de 17 anos. Foi descrito mais tarde por seu companheiro de equipe, Chinedu Obasi, como "o novo Zlatan Ibrahimović".

### Borussia Dortmund
Em 23 de janeiro de 2017, o Borussia Dortmund pagou 10 milhões de euros para contratar Isak, que também era especulado no Real Madrid. Sua estreia no clube alemão aconteceu em 14 de Março, na vitória de 3-0 contra o Sportfreunde Lotte na Copa da Alemanha. Isak substituiu Gonzalo Castro aos 86 minutos.
Marcou seu primeiro gol pelo clube em 24 de Outubro, na vitória de 5-0 sobre o Magdeburg pela Copa da Alemanha de 2017–18.

#### Willem II
Em 2019, Isak foi emprestado ao Willem II dos Países Baixos por não ter feito nenhuma aparição na Bundesliga de 2018–19.
Isak fez uma grande temporada no Willem II, chegando a marcar 12 gols nos seus 12 primeiros jogos da Eredivisie, se tornando o primeiro estrangeiro a fazer tal feito.

### Real Sociedad
Em 12 de Junho de 2019, a Real Sociedad contrata Isak, assinando um contrato de 5 anos.
Isak marcou seu primeiro gol para Los Txuri-urdin em 22 de Setembro de 2019, na vitória de 3-1 sobre o RCD Espanyol.
Isak teve de marcar seu primeiro hat-trick pelo clube em 21 de Fevereiro de 2021, na vitória de 4-0 sobre o Deportivo Alavés pela La Liga, se tornando o primeiro sueco desde Henry Carlsson pelo Atleti em 1949 a marcar um triplete.

### Newcastle United
Em 26 de Agosto de 2022, Isak foi contratado pelo Newcastle United da Premier League, assinando um contrato de até junho de 2028. Ele começou a usar a camisa 14. A transferência de Isak gerou a maior compra do Newcastle, tendo de pagar 63 milhões de libras.
A estreia de Isak aconteceu em 5 dias depois de chegar, na derrota de 2-1 contra o Liverpool pela liga. Além de ter sido sua primeira aparição pelo clube inglês, também teve seu primeiro gol pelos Magpies, marcado aos 38 minutos.

#### 2023-24
No primeiro jogo do Newcastle da temporada de 2023-24, Isak marcou um doblete contra o Aston Villa, que terminou em vitória de 5-1 pro clube de Newcastle upon Tyne.
Isak só voltaria a marcar na 6ª rodada, na goleada de 8-0 encima do Sheffield United fora de casa. Depois dessa partida, Isak marcou contra o Burnley e outro doblete contra o West Ham.
Em 13 de Abril de 2024, Isak marcou 2 gols na goleada de 4-0 contra o Tottenham Hotspur, igualando o recorde de Zlatan Ibrahimović de mais gols de um sueco em uma temporada da Premier League. Ele quebrou o recorde em 27 de Abril, marcando mais 2 gols na goleada do Newcastle de 5-1 sobre o Sheffield United. Isak terminou a temporada sendo o 3º maior artilheiro da Premier League, marcando 21 gols, atrás de Erling Haaland com 27 gols e Cole Palmer com 22 gols.

#### 2024-25
No primeiro jogo da temporada 2024-25 da Premier League, Isak deu uma assistência para Joelinton marcar na vitória de 1-0 sobre o Southampton.
Isak marcou seu primeiro hat-trick pelo Newcastle em 21 de Dezembro de 2024, na vitória de 4-0 sobre o Ipswich Town, sendo o primeiro sueco desde Fredrik Ljungberg pelo Arsenal em maio de 2003 a marcar um hat-trick na Premier League. O primeiro gol de Isak foi marcado aos 25 segundos de jogo, sendo o gol mais rápido marcado por um jogador do Newcastle.

## Seleção Nacional
Pela Seleção Sueca, ele fez sua estreia em janeiro de 2017, para disputar os amistosos contra Costa do Marfim e Eslováquia, tendo marcado seu primeiro gol contra esta última equipe, que saiu derrotada por 6-0. Com o gol, Isak tornou-se o mais jovem atleta a marcar um gol pela Suécia.

## Estatísticas
Atualizadas até 20 de setembro de 2020

### Clubes
| Equipe            | Temporada         | Campeonato nacional | Campeonato nacional | Copa nacional | Copa nacional | Competições continentais | Competições continentais | Total | Total |
| Equipe            | Temporada         | Jogos               | Gols                | Jogos         | Gols          | Jogos                    | Gols                     | Jogos | Gols  |
| ----------------- | ----------------- | ------------------- | ------------------- | ------------- | ------------- | ------------------------ | ------------------------ | ----- | ----- |
| AIK               | 2016              | 24                  | 10                  | 2             | 3             | 3                        | 0                        | 29    | 13    |
| AIK               | Total             | 24                  | 10                  | 2             | 3             | 3                        | 0                        | 29    | 13    |
| Borussia Dortmund | 2016–17           | 0                   | 0                   | 1             | 0             | 0                        | 0                        | 1     | 0     |
| Borussia Dortmund | 2017–18           | 5                   | 0                   | 3             | 1             | 4                        | 0                        | 12    | 1     |
| Borussia Dortmund | Total             | 5                   | 0                   | 4             | 1             | 4                        | 0                        | 13    | 1     |
| Willem II         | 2018–19           | 16                  | 13                  | 2             | 1             | 0                        | 0                        | 18    | 14    |
| Willem II         | Total             | 16                  | 13                  | 2             | 1             | 0                        | 0                        | 18    | 14    |
| Real Sociedad     | 2019–20           | 37                  | 9                   | 7             | 7             | 0                        | 0                        | 44    | 16    |
| Real Sociedad     | 2020–21           | 2                   | 0                   | 0             | 0             | 0                        | 0                        | 2     | 0     |
| Real Sociedad     | Total             | 39                  | 9                   | 7             | 7             | 0                        | 0                        | 46    | 16    |
| Total na carreira | Total na carreira | 84                  | 32                  | 15            | 12            | 7                        | 0                        | 106   | 42    |

## Títulos
Borussia Dortmund
- Copa da Alemanha: 2016–17[carece de fontes?]

Real Sociedad
- Copa do Rei: 2019–20[carece de fontes?]

Newcastle
- Copa da Liga Inglesa: 2024–25[carece de fontes?]

### Prêmios individuais
- 60 jovens promessas do futebol mundial de 2016 (The Guardian)[33]
- 24º melhor jovem do ano de 2017 (FourFourTwo)[34]
- Talento do mês da Eredivisie: março de 2019[35]
- Gala do Futebol Atacante do ano: 2021[36]
- Jogador do Mês da Premier League: Dezembro de 2024[37]
- Gol do Mês da Premier League: Dezembro de 2024[38]